# 木山由加
木山 由加（きやま ゆか、1983年12月21日 - ）は、日本の女子陸上競技選手。カテゴリーはT52。岡山県新見市出身。

## 来歴
- 1998年4月、岡山県立岡山養護学校に転校した。
- 2002年3月、岡山県立岡山養護学校を卒業した。